# Oliveira do Douro (Cinfães)
Oliveira do Douro ist eine Gemeinde (Freguesia) im portugiesischen Kreis Cinfães. In ihr leben 1257 Einwohner (Stand 19. April 2021).

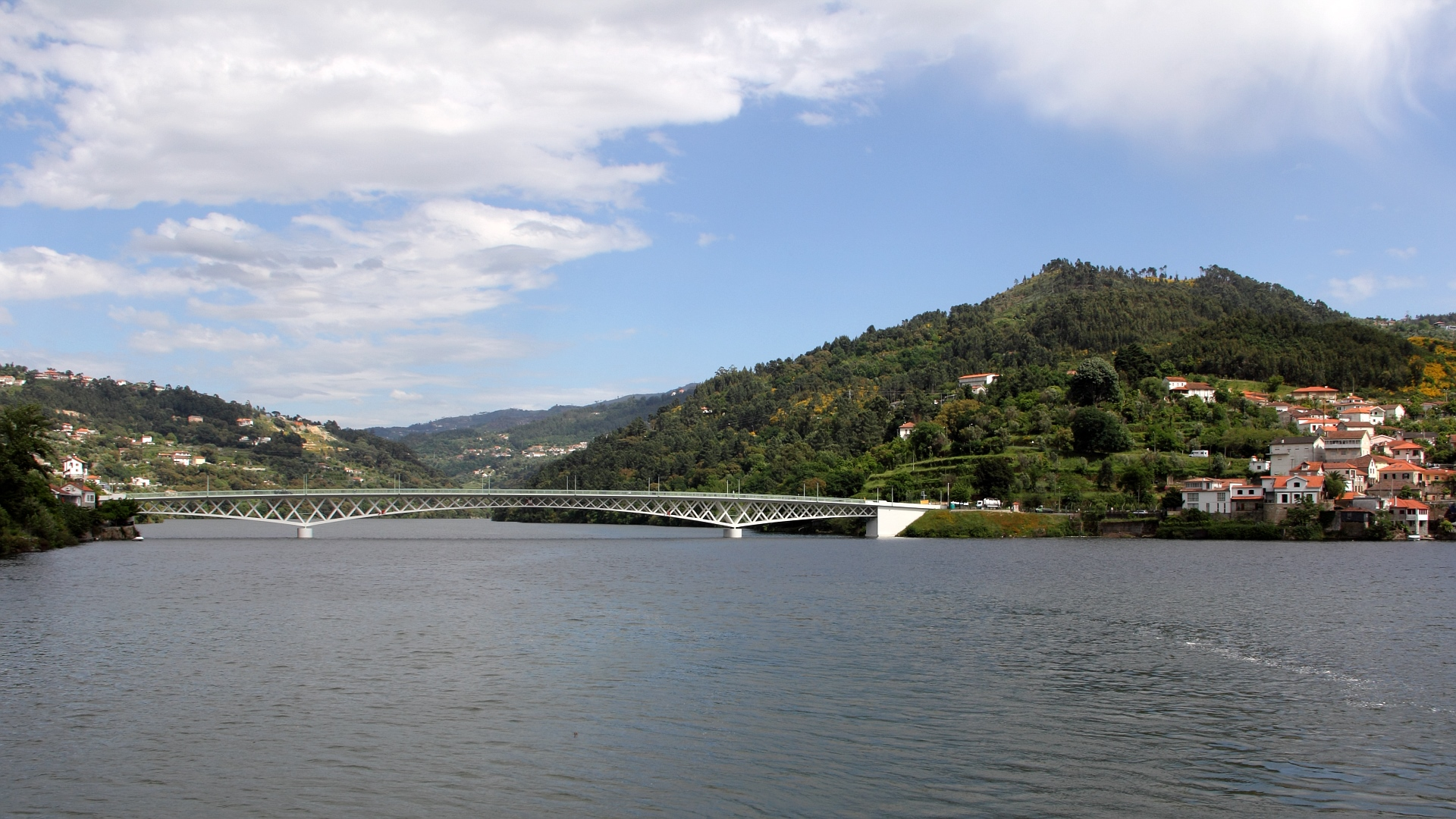
Ponte de Mosteirô über den Douro bei Porto Antigo (rechts)

Die Gemeinde liegt am Südufer des Douro. Im Ortsteil Porto Antigo führt die Straßenbrücke Ponte de Mosteirô die EN 211 über den Fluss nach Baião. Die 1972 eröffnete Brücke hat eine zentrale Spannweite von 110 m und zwei seitliche Spannweiten von 42 m.